# Ростиславов, Дмитрий Иванович
Дмитрий Иванович Ростиславов (1809—1877) — профессор и инспектор Санкт-Петербургской духовной академии, писатель

.

## Биография
Родился 24 сентября (6 октября) 1809 года в селе Тума Касимовского уезда Рязанской губернии (ныне поселок городского типа Клепиковского района Рязанской области); происходил из духовного звания, был сыном Ивана Мартыновича, который в это время заканчивал учёбу в Рязанской духовной семинарии. После окончания семинарии отец получил место священника в селе Палищи Касимовского уезда. В 1817 году семья переехала в Туму.
Учился в Касимовском и Рязанском духовных училищах, затем — в Рязанской духовной семинарии (вып. 1829) и Санкт-Петербургской духовной академии, которую окончил магистром и был оставлен в ней с 6 октября 1833 года бакалавром по кафедре физико-математических наук. С 25 ноября 1835 года по 28 сентября 1836 года он исправлял должность профессора физико-математических наук и уже 27 июля 1838 года был назначен ординарным профессором. Любовь профессора к предметам своих лекций, ясность и общедоступность изложения стали привлекать на его, имевшие статус необязательных, лекции большое количество слушателей. Стараниями Ростиславова был устроен физический кабинет, снабжённый многими инструментами; была собрана хорошая библиотека, — в части физики и математики. Однако популярность предметов, не имеющих прямой связи с богословием, вызывало неодобрительную реакцию духовного начальства.
2 декабря 1840 года, по прошению, Д. И. Ростиславов был уволен из духовного звания в светское и, оставаясь в академии, но числясь в гражданской службе, 6 октября 1847 года был произведён в статские советники. С 1834 по 1846 год он был экономом Академии; несколько раз на короткое время исправлял должность инспектора.
В июне 1852 года из-за длительной болезни, вызванной сырым петербургским климатом, он подал в отставку и переехал в Рязань. Здесь он оказывал значительную помощь ряду проживавших у него семинаристов в подготовке к поступлению в высшие учебные заведения; целый ряд его учеников поступили в университеты и медико-хирургическую академию. В 1858 году он получил разрешение на бесплатное чтение лекций по физике в Рязанской духовной семинарии. А затем он начал ещё читать лекции по астрономии, метеорологии, физической географии и геологии. Многочисленность аудитории слушателей потребовало перенести чтение лекций в более обширное помещение: в 1860, 1861, 1862 и 1866 годах он читал свои лекции в зале Благородного собрания. Лекции Ростиславова навлекли на него, со стороны некоторых влиятельных лиц, обвинения в безбожии и в сочувствии протестантизму.
В октябре 1859 года, в виду предполагавшегося преобразования училищ, директор канцелярии Синода И. С. Гаевский полуофициальным письмом предложил Д. И. Ростиславову, как одному из усерднейших деятелей на поприще духовного образования, сообщить свои соображения по улучшению духовных училищ как в учебном, нравственном, так и в экономическом отношениях. Спустя девять месяцев записка была окончена и передана Гаевскому, который вскоре вернул её автору с отзывом, что «она по своему направлению не может получить дальнейшего хода». Не желая, чтобы его труд пропал бесследно, Ростиславов передал свою рукопись М. П. Погодину. Каким-то образом она попала за границу и была напечатана в 1863 году в Лейпциге под заглавием: «Об устройстве духовных училищ в России»; в 1866 году вышло 2-е издание: Т. I. — 502 с.; Т. II. — 581 с.. Принятая весьма сочувственно, она поощрила автору к дальнейшему труду и в 1866 году в Лейпциге было напечатано его сочинение: «Черное и белое духовенство в России» (Т. I. — 602 с.; Т. II. — 674 с.). Оба произведения достигли своей главнейшей цели: в 1867 году, при преобразовании семинарий и низших духовных училищ многое, содержавшееся в них было использовано. С того времени до конца своей жизни он занимался исключительно литературным трудом.
В числе сочинений Д. И. Ростиславова был «Опыт исследования об имуществах в доходах наших монастырей» (СПб., 1872—1876). Им были напечатаны также: «С.-Петербургская Духовная Академия до графа Пратасова» («Вестник Европы». — 1872. — Кн. 4 и 5), «С.-Петербургская Духовная Академия при графе Пратасове» («Вестник Европы». — 1883. — Кн. 7, 8 и 9) и «Феофилакт Русанов, 1-й экзарх Грузии» («Вестник Европы». — 1873. — Кн. 6); «О преподавании словесности в Духовных Семинариях» (Православное обозрение. — 1860. — № 11 под псевд. Д. Варник) и несколько статей в «Церковно-общественном вестнике».
Кроме сочинений, посвящённых духовно-историческим исследованиям, им были составлены несколько руководств по физике и высшей математике: «Начальная алгебра» (M.: К. Солдатенков, 1868. — VIII, 500 с.).
Также в его литературном наследии значительное место заняли мемуары. В журнал «Русская старина» его братом Николаем Ивановичем были переданы «Записки Дм. Ив. Ростиславова», напечатанные в: 1880 г. — Т. 27 и 28; 1882 г. — Т. 33 и 34; 1884 г. — Т. 42 и 43; 1887 г. — Т. 56; 1888 г. — Т. 57 и 59; 1892 г. — Т. 76; 1893 г. — Т. 77—80; 1894 г. — Т. 81 и 82; 1895 г. — Т. 83. Наиболее интересны записки «О Николае Ивановиче Надеждине» (1894 г. — Т. 81, июнь); «О Балашеве» (1894 г. — Т. 82, декабрь); «О Рюмине и некоторых других Рязанских жителях мирянах» (1894 г. — Т. 82, декабрь); «О Симоне и Амвросии, Рязанских Архиепископах» (1894 г. — Т. 82, декабрь); «О Феофилакте, Архиепископе Рязанском» (1895 г. — Т. 83, март); «О приезде в Рязань нового архиерея Филарета и о смерти Императора Александра I» (1895 г. — Т. 83, июнь).
В рукописи остался огромный труд по обозрению степеней веротерпимости во всех древних и новых религиях, включая исповедания и ереси христианского учения.
В числе современных переизданий: Provincial Russia in the age of enlightenment: the memoir of a priest’s son / Dmitrii Ivanovich Rostislavov; transl. a. ed. by Alexander M. Martin. — DeKalb, Ill.: Nothern Illinois univ. press, cop. 2002. — XLIII, 236 с., [5] л. ил.: портр. — ISBN 0-87580-285-0.
Умер от паралича мозга 18 февраля (2 марта) 1877 года. Был похоронен на кладбище Спасского монастыря в Рязани.